# Slavofil
En slavofil (andet led af græsk φίλος (fílos): elsket, venskabelig; ven) er en person som interesserer sig for eller vil fremme slavisk sprog og kultur. 

## Den slavofile bevægelse
De slavofile var også en  intellektuel bevægelse i 1800-tallets Rusland, som ønskede, at Det Russiske Kejserrige burde udvikles ud fra værdier og institutioner fra dets tidlige historie. De slavofile var kritiske overfor vesteuropæisk kultur og dens indflydelse på Rusland. Den slavofile bevægelse udviklede sig i 1830-tallet i Moskva og blandt de vigtigste tidlige bidragsydere var poeten Aleksej Khomjakov og filosofen Ivan Kirejevskij. Bevægelsen havde stor indflydelse på russisk kultur og en vis politisk indflydelse.